# Cemitério dos Ingleses (Elvas)
Recinto das sepulturas existentes no Cemitério dos Ingleses em Elvas.
O Cemitério dos Ingleses em Elvas, Portugal é um dos mais antigos cemitérios militares britânicos existentes. Está situado no baluarte de S. João de Corujeiro, no alto da muralha leste da Fortaleza de Elvas e logo abaixo do castelo, de onde se obtém uma excelente vista sobre a planície de Badajoz, em Espanha.
Construído durante as guerras peninsulares (1807-1813), o Cemitério dos Ingleses em Elvas foi inaugurado em 1811 ao receber o corpo do Major-General Daniel Hoghton, morto na Batalha de Albuera (16 de Maio de 1811). Nesse mesmo ano, sepultaram no mesmo local o Tenente-Coronel Daniel White, também ferido em Albuera e que veio a falecer em Elvas, a 3 de Junho de 1811, em consequência desses ferimentos, e o Tenente-Coronel James Ward Oliver, comandante de um dos batalhões do Regimento de Infantaria 14 (do Exército Português) que foi ferido no segundo cerco que as tropas anglo-lusas fizeram a Badajoz e veio a falecer em Elvas, a 17 de Junho de 1811. Mais tarde, em 1850, foi ali sepultado o Major William Nicholas Bull que, com 50 anos de idade, faleceu a 14 de Fevereiro. Este oficial tinha servido nos 20º e 21º batalhões do 2º Regimento da Brigada Real da Marinha. Em 1863, foi ali sepultada Caroline Bull, presumivelmente esposa do Major William Bull, que faleceu a 28 de Junho daquele ano.
O espaço onde se encontram estas cinco sepulturas está cercado por uma cerca metálica que foi mandada colocar pelo Governador da Praça de Elvas, General de Brigada João Carlos Rodrigues da Costa. Ali existe uma pequena lápide com a inscrição G. P. E. 20-8-1904. Na face interior das muralhas do baluarte onde se encontra o cemitério, existem lápides evocativas dos regimentos e batalhões, portugueses e britânicos que estiveram presentes em Albuera e Badajoz, que foram ali inauguradas a 14 de Maio de 2000, pelo Embaixador Britânico em Portugal, Sir John Holmes e pelo Chefe do Estado-Maior do Exército Português, General António Martins Barrento. Nessa mesma data, os descendentes do Tenente-Coronel Charles Bevan, comandante do 1º Batalhão do King's own Royal Regiment, que morreu em Portugal a 8 de Julho de 1811, colocaram . A 14 de Maio de 2004, foi descerrada uma nova lápide, pelo General Fulgêncio Coll Bucher, comandante da Brigada Mecanizada XI – Estremadura, do Exército Espanhol, em honra dos regimentos espanhóis que lutaram em Albuera. Nesta cerimónia esteve presente a Embaixadora Britânica em Portugal, Dame Glynne Evans.
Junto ao cemitério existe a Capela de S. João da Corujeira que deu o nome ao baluarte em que se situa. A capela foi restaurada e é mantida pela Associação dos Amigos do Cemitério dos Ingleses em Elvas (Friends of the British Cemetery). A capela proporciona um local para recolhimento e oração e tem um pequeno museu relativo aos regimentos e eventos comemorativos do Cemitério Britânico. O cemitério hoje encontra-se em espaço público e a sua manutenção, tal como a da capela, tem sido efectuada pelos Amigos do Cemitério dos Ingleses em Elvas.

## Homenagens recentes
Em 2000 foram inauguradas novas lápides comemorativasX na face interior das muralhas.
Em 2004 foi descerrada nova lápide, em homenagem aos espanhóis que tombaram em Albuera.
Em 2011 foi colocada uma placa em honra dos 60 mil soldados britânicos, portugueses e espanhóis  mortos na Guerra Peninsular.

## Referência externa
- Associação dos Amigos do Cemitério dos Ingleses em Elvas
- Presidente da Associação do Cemitério dos Ingleses em Elvas reconhecido pela Rainha Isabel II